# Kościół św. Maksymiliana Marii Kolbego w Pstrowicach
Kościół św. Maksymiliana Marii Kolbego w Pstrowicach – katolicki kościół filialny zlokalizowany we wsi Pstrowice w gminie Pyrzyce, w powiecie pyrzyckim (województwo zachodniopomorskie). Jest filią parafii Nawiedzenia Najświętszej Maryi Panny w Mielęcinie.

## Historia
Kościół został wzniesiony z granitowej kostki w XIII wieku. W XVIII wieku przeszedł przebudowę, w trakcie której dostawiona została wieża. W XIX wieku przemurowano z cegły okna. Po II wojnie światowej świątynia została w latach 1953–1954 rozebrana. Odbudowano ją w latach 1978–1983 pod nadzorem ks. Romana Domagały. Kościół został poświęcony jako świątynia katolicka w dniu 16 września 1984 roku przez biskupa Stanisława Stefanka.

## Wyposażenie
Wnętrze kościoła nakrywa drewniany, belkowany strop. Nad wejściem znajduje się wsparta na filarach empora. Wyposażenie jest współczesne, ławki wstawiono w 1983 roku. Na wieży znajduje się zawieszony w 1985 roku dzwon.